# Rudnik (zámek)
Zámek Rudnik (polsky Pałac Rudnik nebo Pałac w Rudniku) jsou ruiny zámku v obci Rudnik ve gmině Rudnik v okrese Ratiboř v Ratibořské kotlině ve Slezském vojvodství v jižním Polsku.

## Historie zámku
V roce 1797 koupil Rudnik a jeho okolí Fryderyk Henryk Karl von Marwitz, který zde v 1. polovině 19. století nechal postavit dvoupatrový novobarokní zámek obdélníkového půdorysu. Dalším majitelem byla rodina von Selchow. V roce 1919 byl zámek renovován a po 2. světové válce se stal majetkem státu a od té doby chátral. Jeho chátrání se zrychlilo po zániku Polské lidové republiky, kdy se interiér i exteriér zámku také rozkradl. I když byl zámek památkově chráněn, tak nyní je to zřícenina. Zámek se nachází v neudržovaném zámeckém parku.

## Galerie

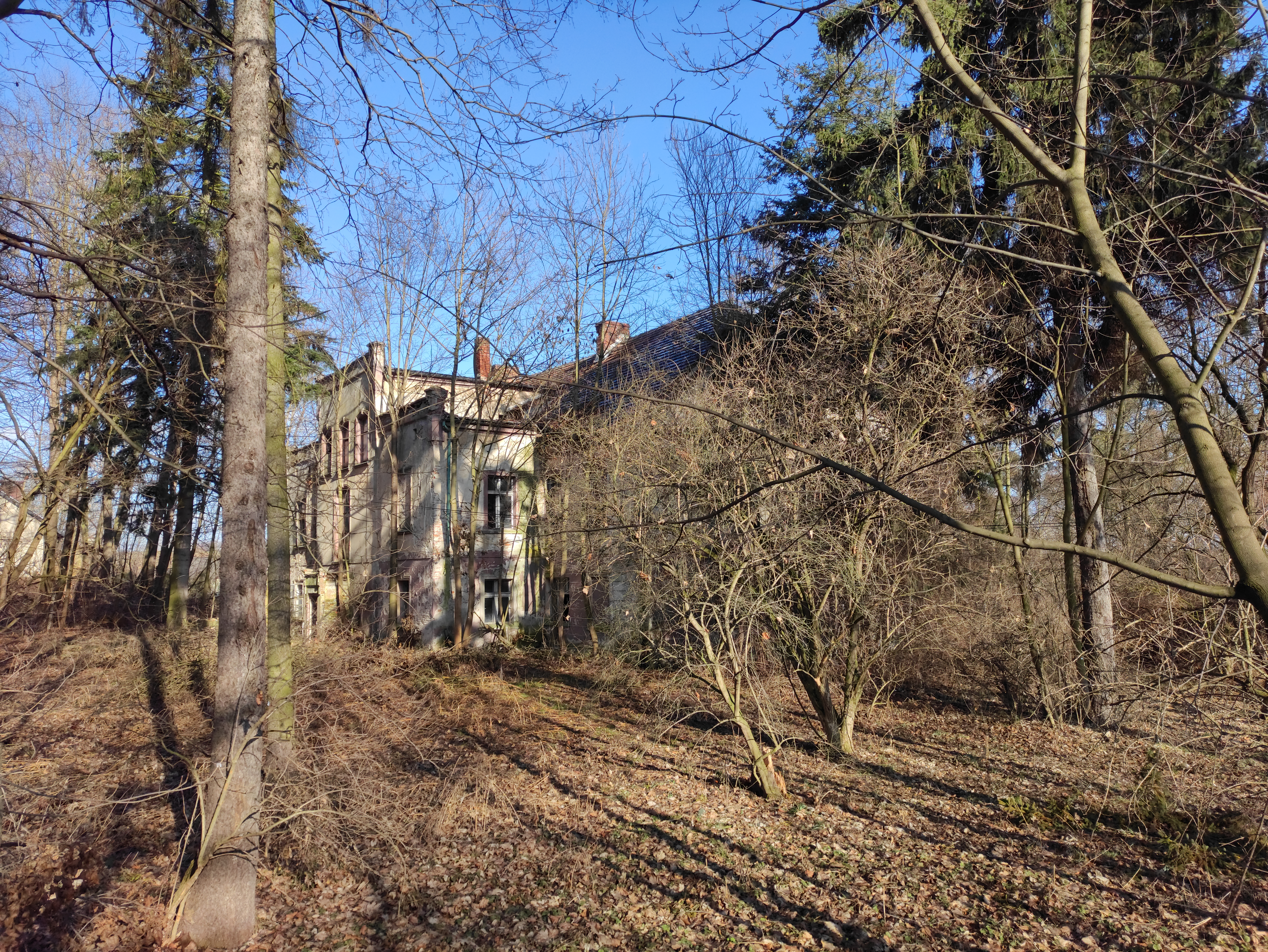
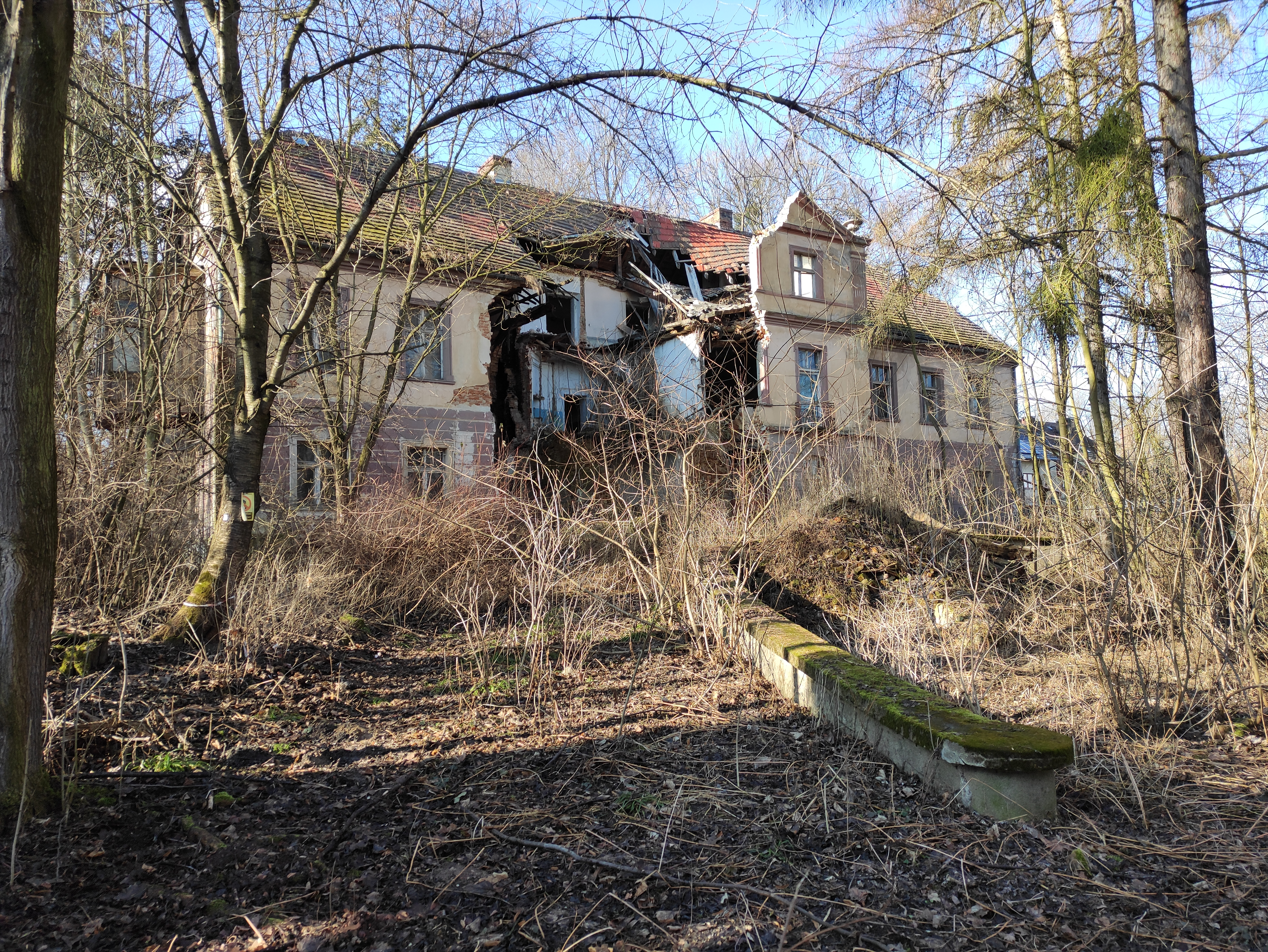
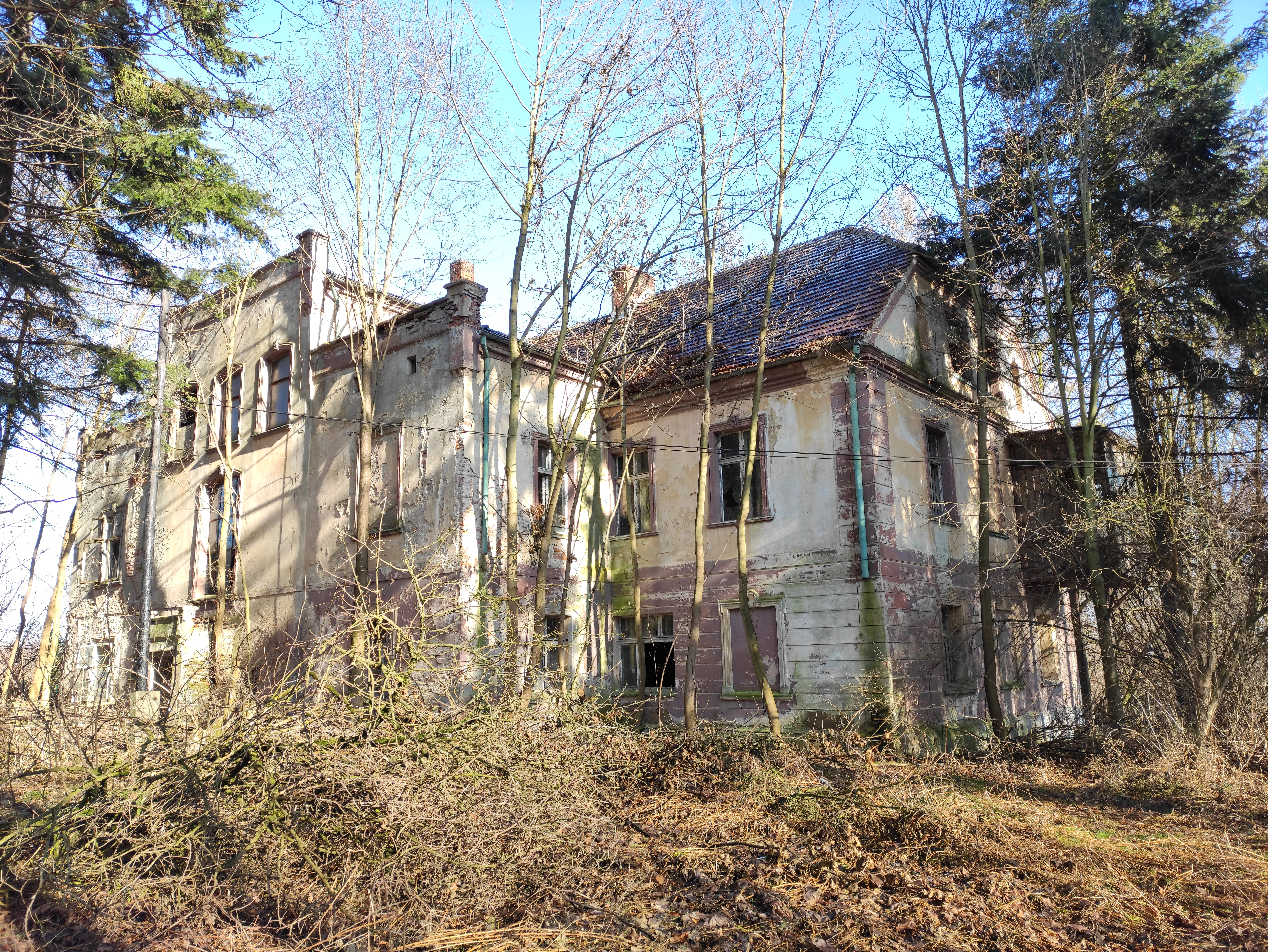
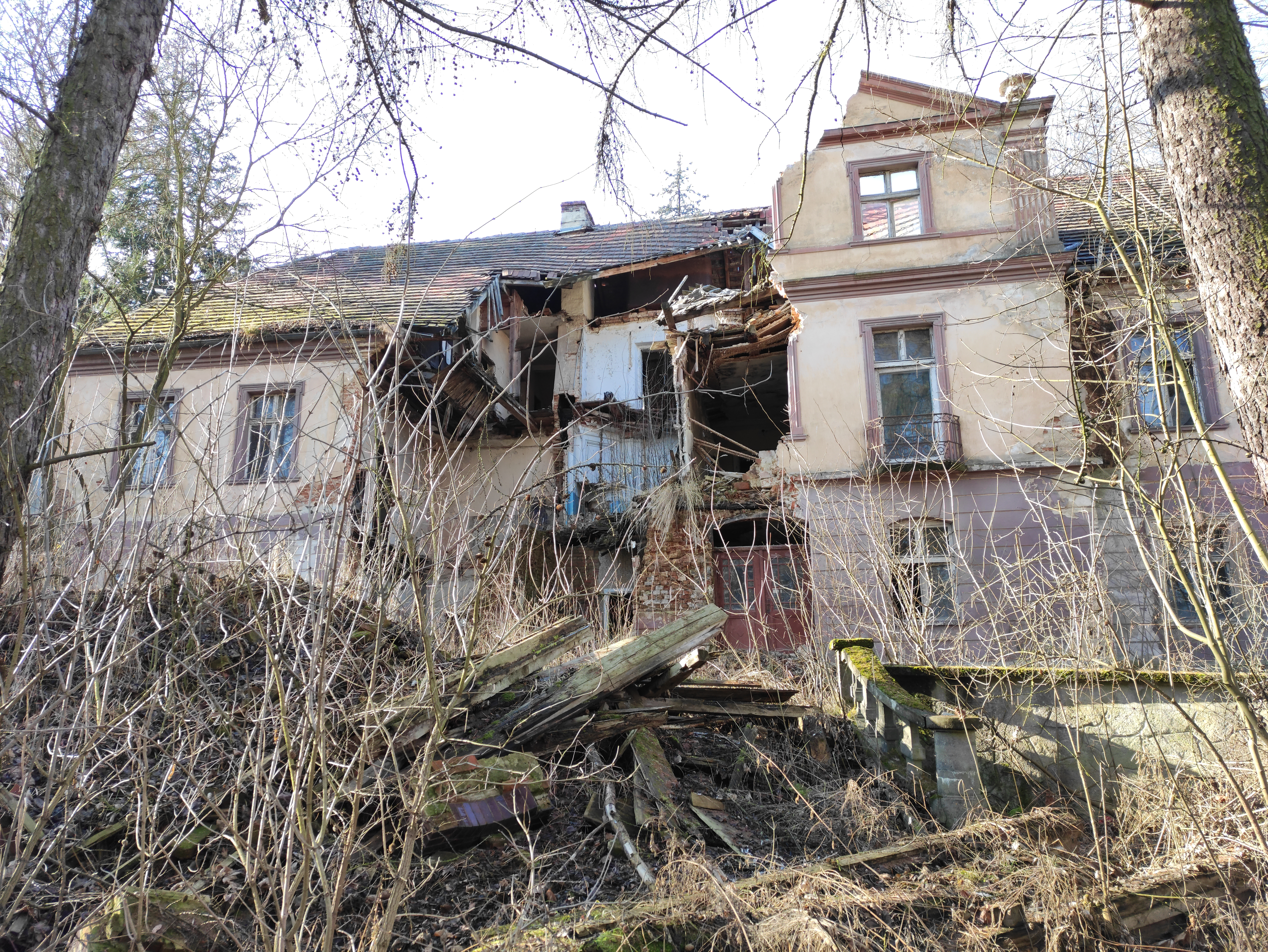
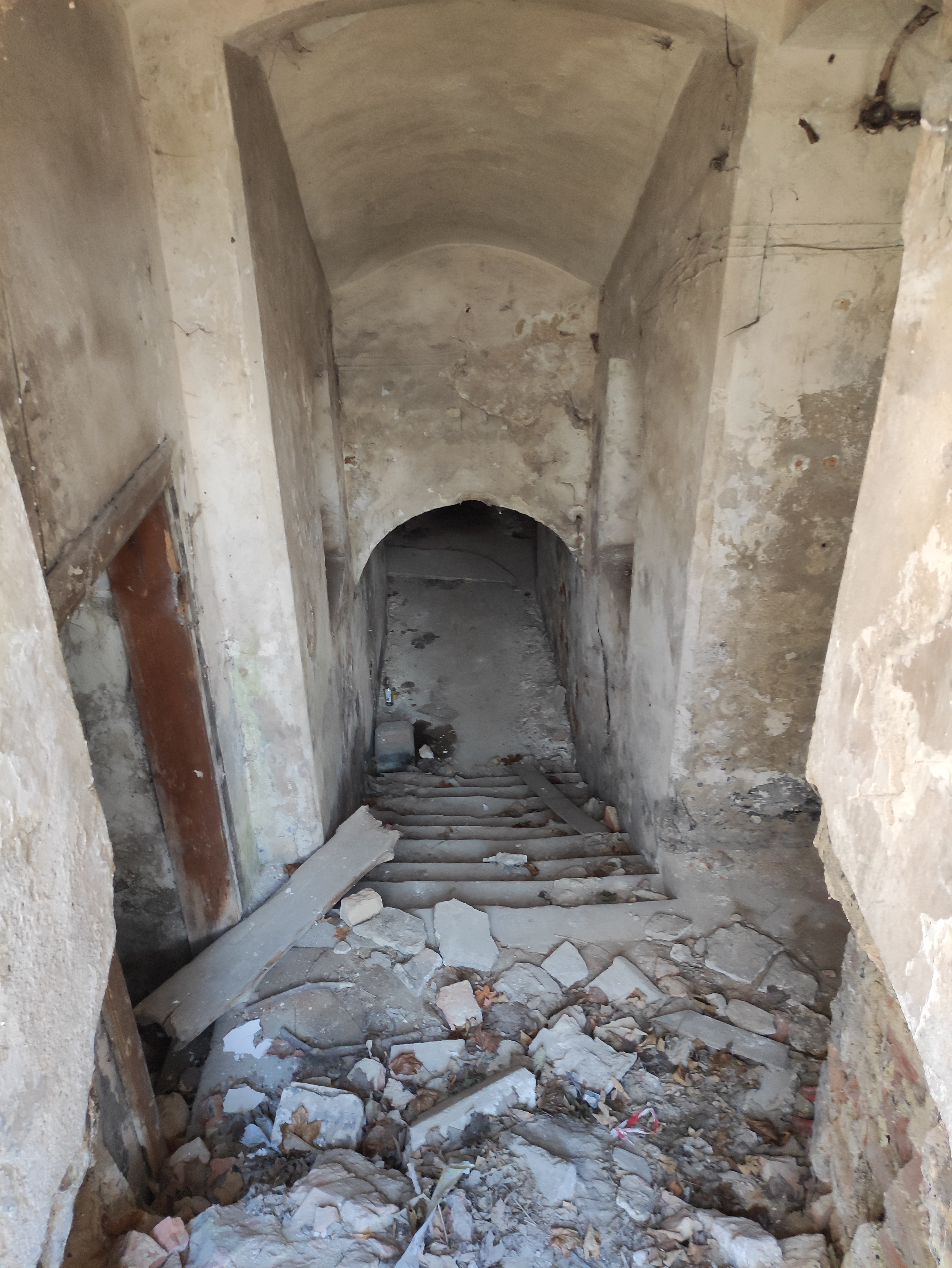
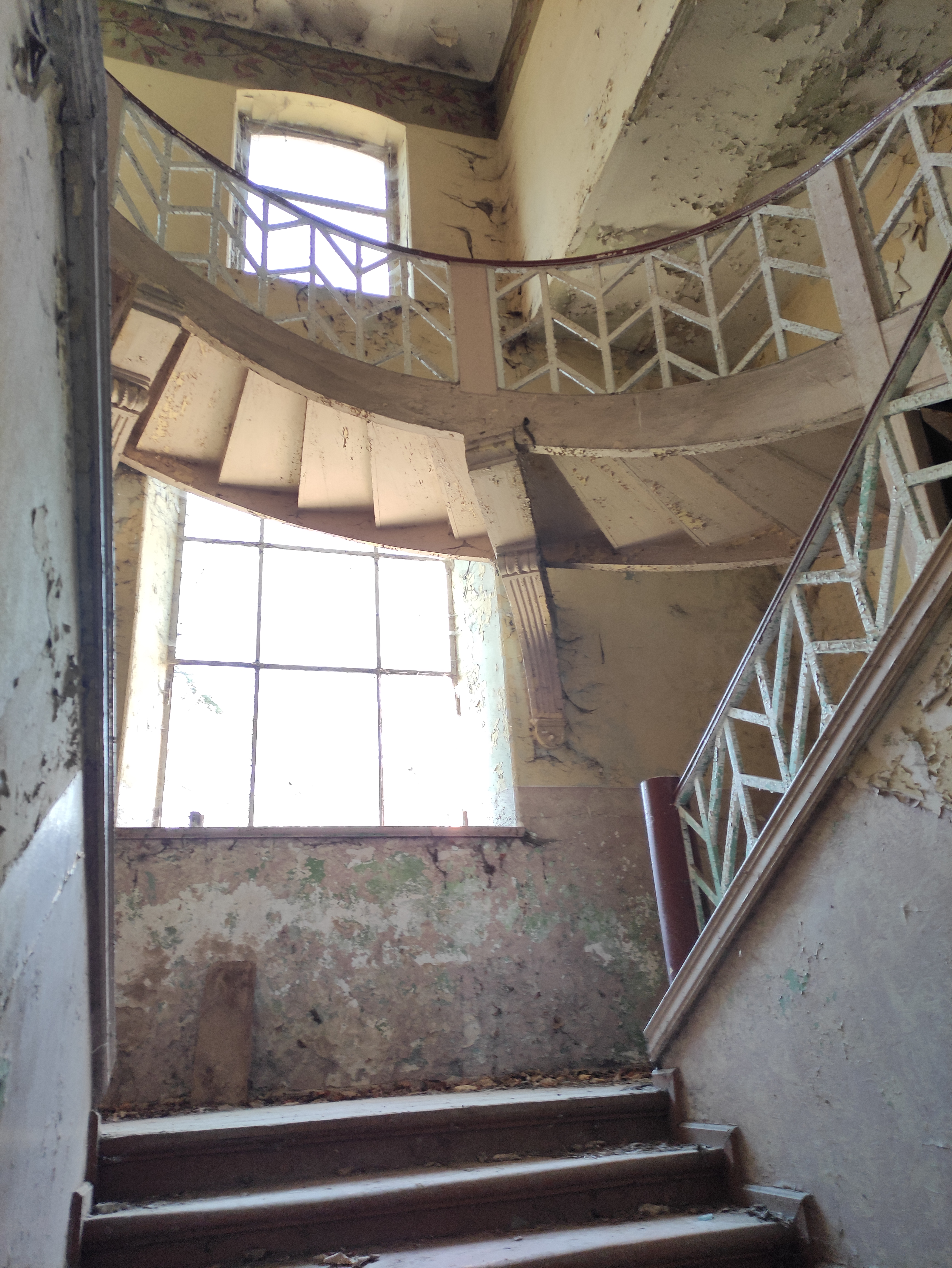
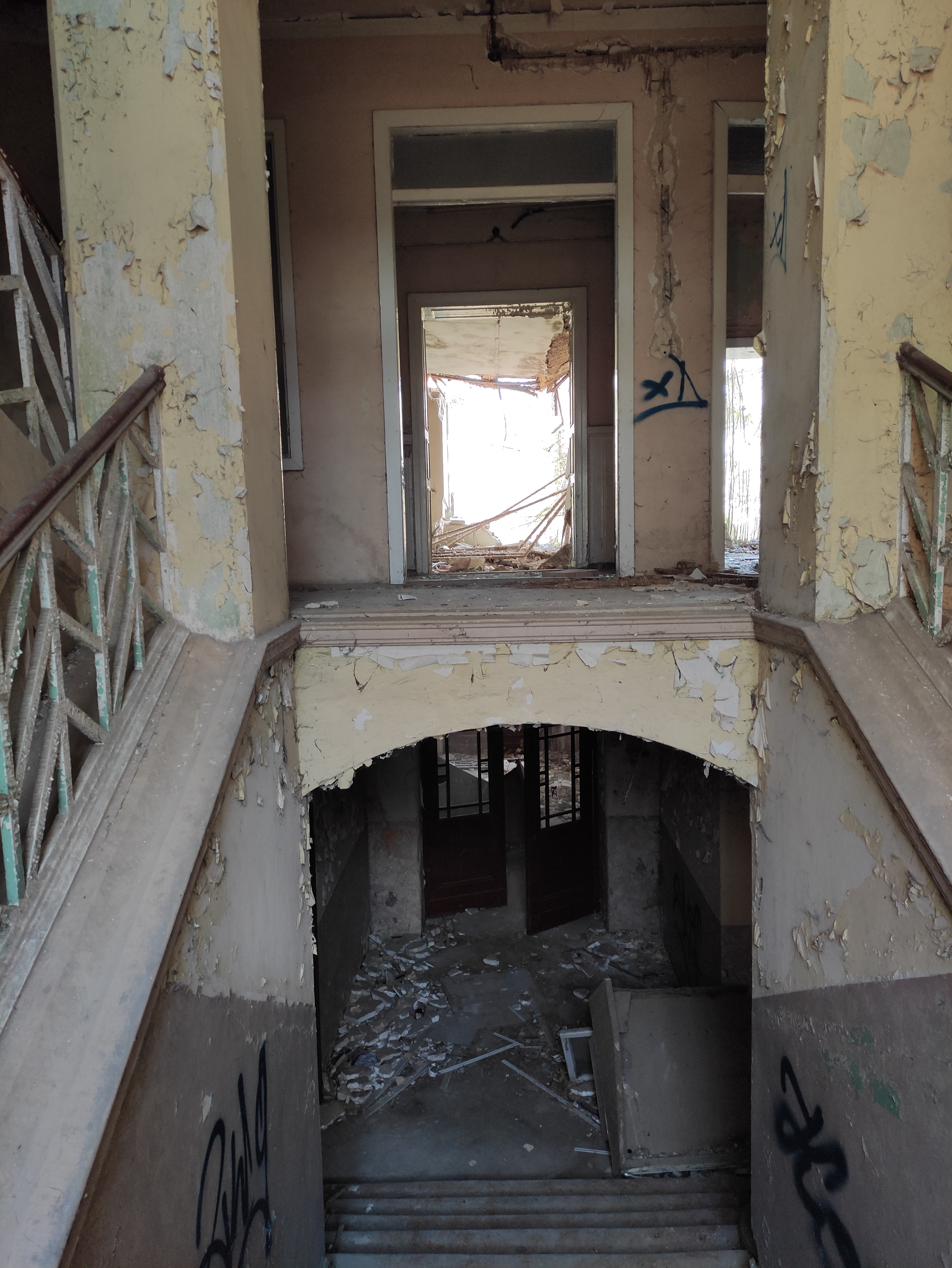
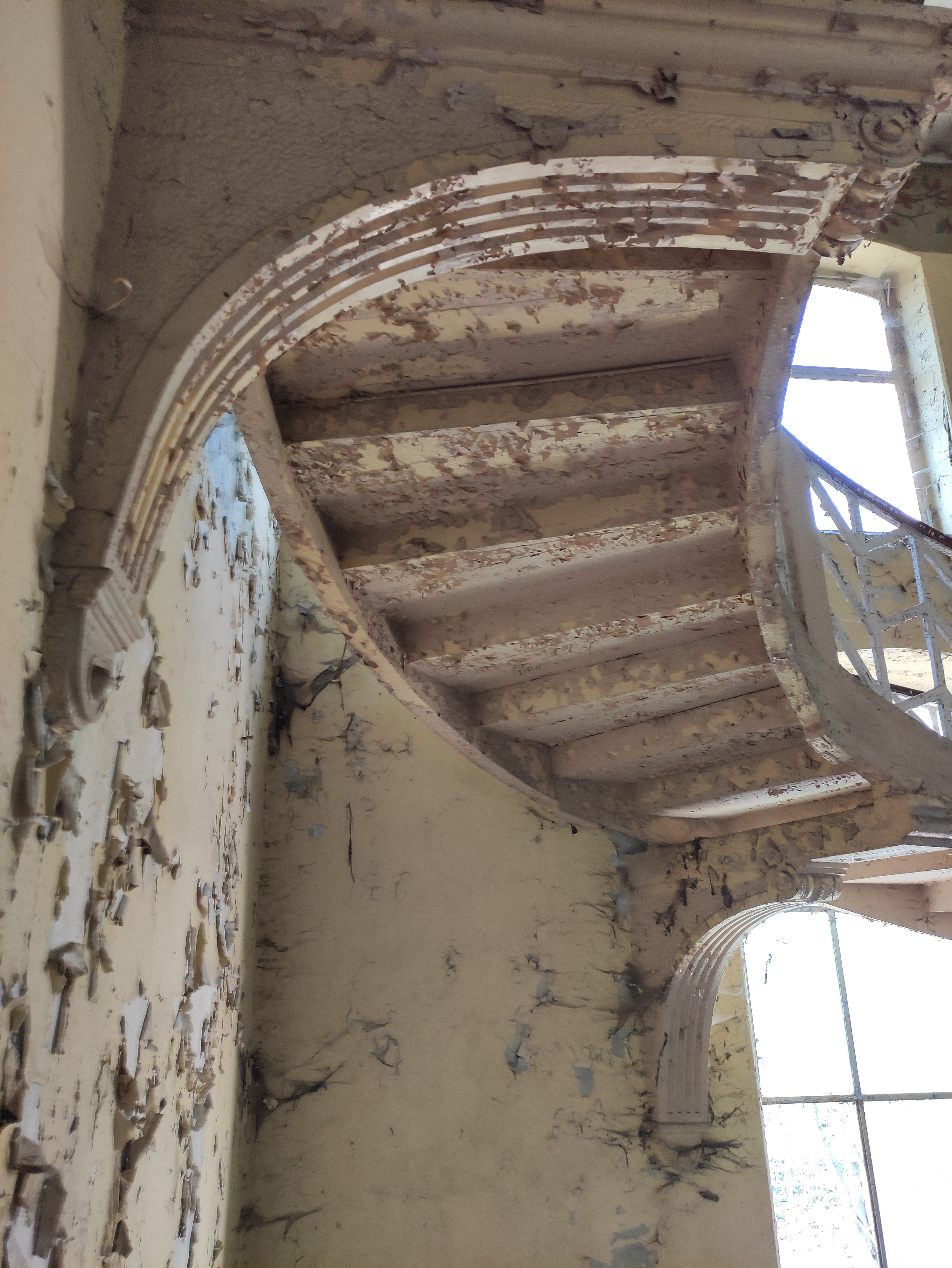